# Iaria papiliomaculata
Iaria papiliomaculata là một loài tò vò trong họ Ichneumonidae.